# 薛艳庄
薛艳庄（？—），女，浙江瑞安人，中华人民共和国政治人物，曾任杭州大学党委书记、校长，浙江省政协副主席。

## 家庭
丈夫何志均，为计算机科学家、教育家，中国人工智能研究开拓者。